# レギア・ワルシャワ (バスケットボール)
レギア・ワルシャワ（ポーランド語:Legia Warszawa、ポーランド語発音: [ˈlɛɡʲa varˈʂava]）は、ポーランド・ワルシャワを本拠地とするバスケットボールチーム。トップリーグのポルスカ・リガ・コシコフキ所属。サッカー部門も有名である。

## 歴史
1929年、レギア・ワルシャワの男子バスケットボール部門として創設され、同年12月8日に初の公式戦が行われた。1年後には女子バスケットボール部門も創設された。
1956年1月にポルスカ・リガ・コシコフキで初優勝を成し遂げると、1970年代初頭までに多くのタイトルを獲得した。2000年代に入ると成績不振に陥り、一時は4部リーグにまで降格したが、2011年よりクラブ再建プロジェクトを実施。2017年5月にIリガで優勝し、14年ぶりにトップリーグへの復帰を果たした。
2024-25シーズンのPLKでは、レギュラーシーズンを4位で終える。プレーオフでは、クォーターファイナルではグールニク・ヴァウブジフと対戦し、3勝1敗で制しセミファイナルに進出。セミファイナルではレギュラーシーズン1位のKKヴウォツワヴェクと対戦し、3勝(5戦方式)のスウィープで制しファイナルに進出する。ファイナルではスタート・ルブリンと対戦し、第7戦までもつれた(PLKファイナルは7戦方式)シリーズを4勝3敗で制し、56年ぶりのリーグ優勝を果たした。リーグ優勝を達成したことによって、2025-26シーズンのBCL出場権を獲得した。

## タイトル
- ポルスカ・リガ・コシコフキ（ポーランド語版）：7回
  - 1956, 1957, 1960, 1961, 1963, 1966, 1969, 2025
- プハール・ポルスキ（ポーランド語版）：2回
  - 1968, 1970
- Iリガ（ポーランド語版）：1回
  - 2017

## 歴代所属選手
- ミハウ・ミハラク （2019-2020）
- ミハウ・ソコロフスキ （2020）
- グジェゴジュ・カミンスキ (2020-2023)
- グジェゴジュ・クルカ (2020-2024)
- ダリウシュ・ビーカ (2020-2024)
- マルセル・ポニツカ (2023-2024)
- ミハウ・コレンダ (2023-)
- ヤニス・ベルジンス (2022-2023)
- ミラン・ミロバノビッチ （2019-2020）
- ストラヒニャ・ヨヴァノヴィッチ （2021-2022）
- ユレ・スキフィッチ (2021-2022)
- ヨシップ・ソビン (2023-2024)
- ヴァレリー・リホデイ （2021）
- ロマリック・ベレメネ （2019）
- キアヌ・ピンダー （2018-2020）
- マイケル・フィンケ （2019）
- ジャスティン・ビビンス （2020）
- ムハンマド・アリ・アブドゥル・ラフマン （2021-2022）
- アダム・ケンプ （2021-2022）
- レイモンド・コールズ (2021-2022,2023-2024)
- デヴィン・マーブル (2022)
- ビリー・ギャレット (2022-2023)
- レイ・マッカラム (2022-2023)
- カイル・ヴィニャーレス (2023)
- ショーン・パイプス (2023-2024)
- エリック・ホルマン (2023-2024)
- クリスチャン・ヴィタル (2023-2024)
- ジャワン・エバンス (2024-2025)
- キーファー・サイクス (2025)
- アイザック・ソサ （2019）

## 歴代ヘッドコーチ
- タネ・スパセフ（ポーランド語版） (2018-2020)
- ヴォイチェフ・カミンスキー（英語版） (2020-2024)
- イビツァ・スケリン（英語版） (2024-2025)
- ヘイコ・ラヌラ（英語版） (2025-)